# Masca (calciatore)
Masca, pseudonimo di Francisco Fumaça Mascarenhas Costa Pessoa (Cascais, 15 maggio 2000), è un calciatore portoghese, attaccante dell'Eldense.

## Carriera
Ha trascorso la sua formazione calcistica nelle giovanili di Estoril Praia, Cascais, Belenenses e Portimonense. Il 26 agosto 2022 è stato acquistato dal Real Oviedo, che lo ha assegnato alla squadra B in Segunda Federación. Il 26 febbraio 2023 ha fatto il suo esordio in prima squadra nell'incontro di Segunda División pareggiato 1-1 contro l'Albacete ed il 7 maggio ha segnato la sua prima rete segnando il gol del definitivo 2-1 nei minuti di recupero contro il Real Saragozza. Poche settimane più tardi ha prolungato il contratto fino al 2025 ed è stato definitivamente promosso in prima squadra.

## Statistiche

### Presenze e reti nei club
Statistiche aggiornate al 2 novembre 2024.
| Stagione        | Squadra         | Campionato      | Campionato | Campionato | Coppe nazionali | Coppe nazionali | Coppe nazionali | Coppe continentali | Coppe continentali | Coppe continentali | Altre coppe | Altre coppe | Altre coppe | Totale | Totale | Totale |
| Stagione        | Squadra         | Comp            | Pres       | Reti       | Comp            | Pres            | Reti            | Comp               | Pres               | Reti               | Comp        | Pres        | Reti        | Pres   | Reti   |        |
| --------------- | --------------- | --------------- | ---------- | ---------- | --------------- | --------------- | --------------- | ------------------ | ------------------ | ------------------ | ----------- | ----------- | ----------- | ------ | ------ | ------ |
| 2022-2023       | Real Oviedo B   | SF              | 17         | 9          | -               | -               | -               | -                  | -                  | -                  | -           | -           | -           | 17     | 9      |        |
| 2022-2023       | Real Oviedo     | SD              | 9          | 1          | CR              | 0               | 0               | -                  | -                  | -                  | -           | -           | -           | 9      | 1      |        |
| 2023-2024       | Real Oviedo     | SD              | 37         | 5          | CR              | 2               | 2               | -                  | -                  | -                  | -           | -           | -           | 39     | 7      |        |
| 2024-2025       | Real Oviedo     | SD              | 5          | 0          | CR              | 1               | 0               | -                  | -                  | -                  | -           | -           | -           | 6      | 0      |        |
| Totale carriera | Totale carriera | Totale carriera | 68         | 15         |                 | 3               | 2               |                    | -                  | -                  |             | -           | -           | 71     | 17     |        |